# Kohama Rjóta
Kohama Rjóta (小浜良太; Hepburn: Kohama Ryōta; Oszaka, 1989. szeptember 4.–) japán zenész, dalszerző, a One Ok Rock együttes basszusgitárosa. Jamasita Tóruval, az együttes gitárosával korábban a Heads nevű hiphopformáció tagjai voltak 2002-ig.

## Pályafutása
Gyerekkorában családja Tokióba költözött. Jamasita Tóruval gyerekkori barátok, gyakran jártak együtt hiphop-táncversenyekre 1995 és 1999 között. 2000-ben a Heads nevű hiphopformációval debütáltak, első kislemezük címe screeeem! volt. Ezt a Gooood or Bad! követte. Az együttes minden hétvégén fellépett, Tokió és Oszaka népszerű szórakoztatónegyedeiben. 2002-ben feloszlottak. 2005-ben cameoszerepet játszott a Sibuja Fifteen (シブヤフィフティーン) című televíziós sorozatban.
Ugyanebben az évben Tóruval, Alexszel és annak barátjával Kojanagi Júval rockegyüttest alapítottak, melynek neve később One Ok Rock lett. Tóru meggyőzte a Chivalry of Music együttes sokáig vonakodó énekesét, Moriucsi Takahirót, hogy legyen a frontemberük. Alex kilépése után Rjóta egy ideig fontolgatta, hogy basszusgitárról gitárra vált, ám végül a szólógitáros szerepét Tóru vette át, ő pedig maradt a basszusgitárnál.
Kohama és az együttes dobosa, Kanki Tomoja közösen írták a Deeper Deeper című dalt.
A zenész 2017 februárjában feleségül vette Michelle Lavigne-t, Avril Lavigne énekesnő húgát. Korábban már pletykák keringtek a házasságukról. Kohama később maga jelentette be a hírt a rajongóknak Instagramon. 2017 októberében a párnak kislánya született, Elaine.

## Fordítás
Ez a szócikk részben vagy egészben  a   Ryota Kohama című angol Wikipédia-szócikk fordításán alapul.  Az eredeti cikk szerkesztőit annak laptörténete sorolja fel. Ez a jelzés csupán a megfogalmazás eredetét és a szerzői jogokat jelzi, nem szolgál a cikkben szereplő információk forrásmegjelöléseként.